# Cyklostezka Rokytka

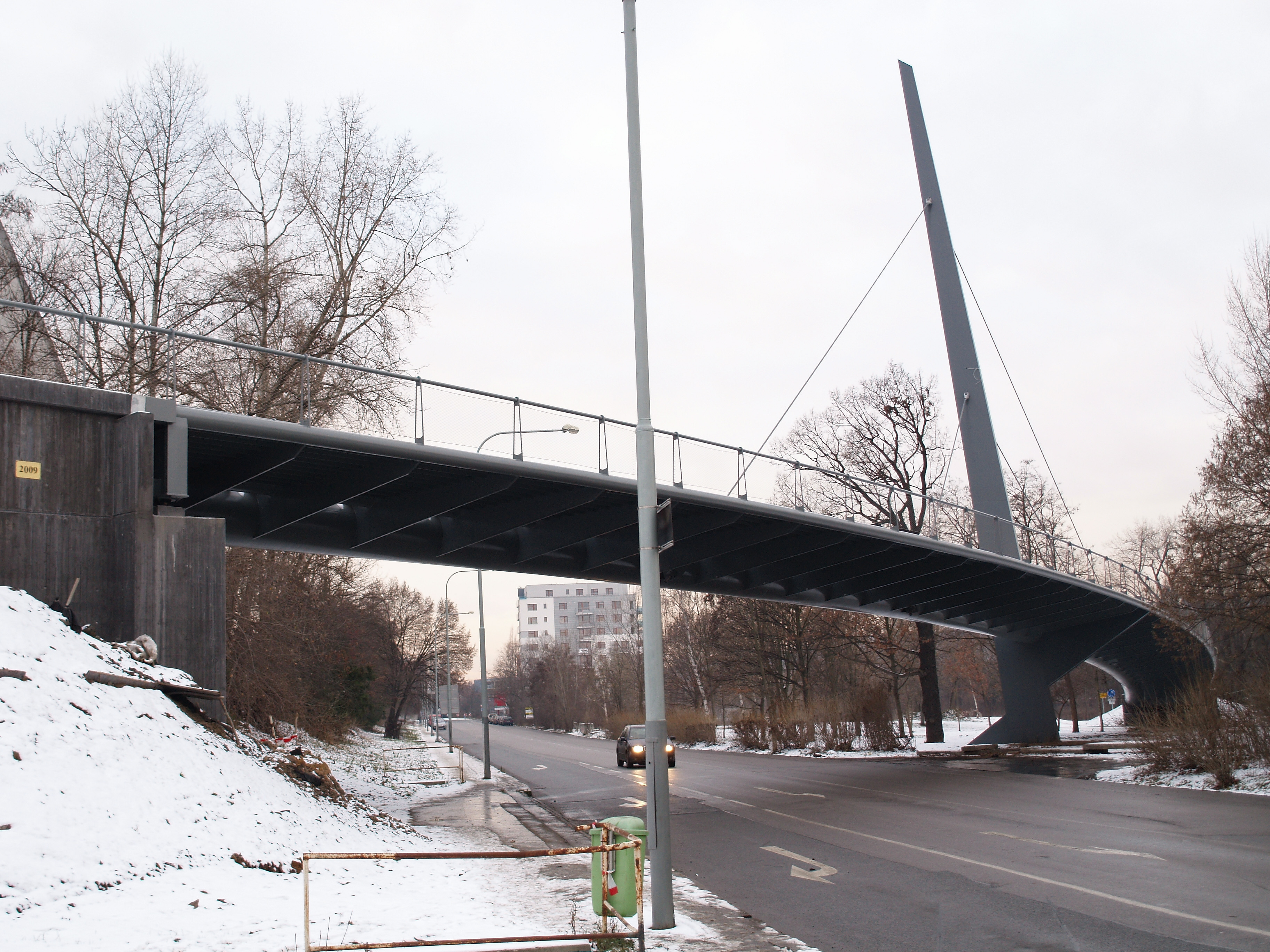
Pěší a cyklistický most přes Ocelářskou ulici ve Vysočanech, prosinec 2009

Stezka Rokytka v Praze ve Vysočanech a Hloubětíně, označovaná též jako stezka Freyova–Poděbradská–Hořejší rybník, o délce asi 3,2 km byla vybudována v letech 2008–2010 v trase zrušené železniční vlečky ČKD Lokomotivka, jejíž oblouk sledoval, převážně z vnitřního, levého břehu, zákrutu říčky Rokytky. Její části jsou součástmi páteřních pražských cyklotras A 26 a A 43. Jde o historicky první finančně a stavebně náročnější pražskou stezku pro chodce a cyklisty. Na základě rozhlasového rozhovoru s Jaroslavem Martínkem z Centra dopravního výzkumu převzala česká média tvrzení, že jde cenou za kilometr o nejdražší stezku v Evropě.

## Historie území a záměr cyklotrasy
- Obrázky, zvuky či videa k tématu Železniční vlečka ČKD, Libeň - Hloubětín - Vysočany (převážně fotky zbytků před zahájením výstavby cyklostezky) na Wikimedia Commons

Oblast Vysočan a přilehlých částí Libně a Hloubětína v údolí Rokytky byly tradiční průmyslovou zónou, zejména zdejší závody ČKD v 60. letech 20. století byly silně vytížené. Dosavadní železniční vlečka do ČKD lokomotivka, která úrovňově křižovala Českomoravskou ulici, už neúnosně zatěžovala městskou dopravu. Proto byla v roce 1965 jako její náhrada zřízena nová vlečka, která vedla z výtažné koleje v ranžíru libeňského horního nádraží a po přechodu Poděbradské ulice v Hloubětíně zaúsťovala do předávacího Východního nádraží (nádraží Praha-východ), do nějž byly zaústěny vlečky ČKD Kompresory a ČKD Lokomotivka, vysočanské spalovny, továrny Praga a několika dalších závodů ČKD z okolí Kolbenovy ulice.
Po roce 1990 se těžký průmysl dostal do útlumu a původní industriální zóna začala být postupně od západu přeměňována v obytnou, administrativní a komerčně-společenskou čtvrť. Časem zanikl i provoz na železniční vlečce.[kdy?]
20. října 2005 schválilo Zastupitelstvo hlavního města Prahy změnu územního plánu vlny 05 č. 740, kterou bylo pro dosavadní tzv. velké rozvojové území Vysočany, vymezené zhruba ulicemi ulicemi Freyova, Kolbenova, Kbelská, Průmyslová, Poděbradská a tokem Rokytky, stanoveno využití území. V rámci oživení území počítal plán i se stezkou, která měla být financována městem za přispění evropských fondů a měla vzniknout i díky podpoře vlastníků pozemků, kteří převedou potřebný pás do vlastnictví města za symbolickou částku. Projekt stezky byl připravován od roku 2006 a byl součástí širšího záměru vybudovat v prostoru kolem říčky Rokytky v úseku mezi Hořejším rybníkem a ulicí Freyovou pás ploch zeleně a rekreace. Podle jiného zdroje však cyklostezka v územním plánu obsažena nebyla, což ztížilo vyjednávací pozici města při získávání pozemků.
Kolem roku 2006 vznikala celoměstská koncepce sítě cyklistických tras. Pro vedení radiální páteřní trasy v oblastí Vysočan od Freyovy ulice na východ bylo zvažováno několik variant. Vedení biokoridorem Rokytky by příliš kolidovalo s ochranou přírody. Trasa po frekventované Poděbradské ulici by pro cyklisty nebyla bezpečná. Nakonec tak dostala přednost varianta, která se sice mírně odklání od vlastního toku Rokytky, ale překoná území efektivně po tělese bývalé železniční vlečky. Kolem roku 2006 začala příprava projektu přestavby bývalé vlečky na komunikaci pro bezmotorovou dopravu.
Stezka Rokytka je v Praze prvním případem cyklostezky na zrušené železnici, dalším takovým projektem byla cyklostezka pod Vítkovem.

## Popis trasy a stavby
Ve vysočanské ulici Na břehu u Rokytky navazuje nová stezka na stávající cyklotrasu KO-FR (Kolčavka-Freyova) z oblasti Balabenky. Po nové lávce překonává Ocelářskou ulici. Za lávkou prochází po provizorní cestě na zrekonstruovaný bývalý železniční most přes Freyovu ulici. Za mostem pokračuje v přímém směru na východ prostorem bývalého předávacího nádraží Praha-východ, po novém mostě překračuje ulici U Elektry, překračuje hranici z Vysočan do Hloubětína a poté Rokytku a obloukem se stáčí na zrekonstruovaný bývalý železniční most přes Poděbradskou ulici v blízkosti tramvajové smyčky Starý Hloubětín, který leží v nejvýchodnějším bodě trasy. Za mostem se oblouk dále stáčí k západu a zatímco vlečka se napojovala do kolínského zhlaví stanice Praha-Libeň, cyklostezka u Hořejšího rybníka opouští těleso bývalé vlečky a viaduktem podchází železniční trať Praha–Kolín a na rozcestí na hranici Hrdlořez a Hloubětína se napojuje na navazující cyklotrasy.
Celková délka stezky je podle některých zdrojů téměř 3,2 km, resp. přesně 3,15 kilometru. VIN Consult uváděl celkovou délku navrhované trasy 3424,5 m („téměř 3,425 km“), z čehož asfaltová stezka měla činit 3149,5 metru a stezka s mlatovým povrchem 275 metrů.
Stezka má asfaltový povrch a návrhovou šířku 3,5 metrů. Asfaltový povrch ji umožní využívat i in-line bruslařům. Původně se počítalo s osvětlením po celé délce stezky.
Stezka využívá dva rekonstruované železniční mosty a čtyři mosty zcela nové, celkem o délce jedná o 382 metrů mostních konstrukcí. Pražský deník dokonce v dubnu 2008 psal, že součástí stavby má být devět mostů a dvě lávky.
Prvním mostem, který je také nejdražší nákladovou položkou celé stezky, je více než 200 metrů (212 metrů, nebo 150 metrů) dlouhá nová visutá lávka přes Ocelářskou ulici. Ochranná pásma inženýrských sítí prakticky znemožnila umístění pilířů mostu. Ocelová konstrukce zavěšena na středovém excentrickém pilíři má dvě pole o rozpětí 2x52,0 metrů, která plynulým půdorysným i výškovým obloukem propojují prostor u Rokytky s předpolím mostu Freyova. Po náspu a lávce je překonáno převýšení 7,60 metru. Podle názoru odborníků na cyklistickou dopravu by ale jiná řešení byla problémová z hlediska sklonových a směrových poměrů. Původní rozpočet na lávku byl uváděn ve výši 40 milionů
Mezi oběma mosty prochází stezka dvacetimetrový úsek po soukromém pozemku provizorně po šotolinové komunikaci a dočasnou směrovou šikanou. V těsné blízkosti křižovatky Freyovy a Ocelářské byla postavena výšková budova Eliška, během jejíž výstavby byl nájezd na novou stezku přes visutý most uzavřen. Požadavky investora, který vlastní pozemky na západním předpolí mostu Freyova, podmínily zásadním způsobem vedení stezky v daném úseku a umístění jižní opěry mostu. Po dobu výstavby byla cyklotrasa na dva roky převedena na chodník Freyovy ulice, z něhož museli cyklisté na most přes Freyovu ulici vycházet po schodech, zatímco nová nákladná lávka přes Freyovu ulici byla po tuto dobu nevyužitelná.
Stávající železniční most přes Freyovu ulici o délce 40 metrů byl zrekonstruován nabetonováním nové mostovky a úpravou mostního svršku.
Ulice U Elektry byla rozšířena kvůli plánované nové výstavbě, a proto byl dosavadní podjezd odstraněn a nahrazen novou lávkou, kterou tvoří ocelobetonová konstrukce o jednom poli rozpětí 21,0 m a délce 28 m, zavěšená na ocelovém oblouku.
Východně od ulice U Elektry byly vybudovány dva nové nadjezdy o délce po 23,5 metrech, které mají v budoucnu sloužit jako mimoúrovňové příjezdy do podzemních garáží nově připravovaných bytových domů „Rezidence nad Rokytkou“, resp. „Zahrady nad Rokytkou II.“. Tvoří je železobetonové rámové konstrukce. Podjezdy byly po vybudování provizorně zasypány.
Stávající železniční most přes Poděbradskou ulici o délce 117 metrů byl zrekonstruován nabetonováním nové mostovky, úpravou mostního svršku a dobudováním přístupových schodišť. K vybudování nájezdové rampy pro cyklisty nezískalo město potřebné pozemky.
Byly provedeny rovněž finančně náročné terénní úpravy a odvodnění náročné jižní sjezdové části stezky u Hořejšího rybníka,
Architektem stavby je Lukáš Velíšek.

## Výkupy pozemků
Pozemky zrušených vleček získali do vlastnictví soukromí developeři, kteří v opouštěných továrních areálech chystali bytovou výstavbu. Plány z počátku roku 2006 předpokládaly, že stezka vznikne i díky podpoře vlastníků pozemků, kteří převedou potřebný pás do vlastnictví města za symbolickou částku.
Stezka nebyla obsažena v územním plánu a nebyla ani vedena jako veřejně prospěšná stavba, což ztížilo vyjednávací pozici města při výkupu pozemků. Příprava stavby byla majetkovými poměry pozemků i mostů silně komplikována. V roce 2009 byly s velkými obtížemi získány potřebné pozemky pro samotnou linii cyklistické trasy. Nepodařilo se však získat pozemky pro vybudování kvalitní návaznosti do přilehlého území.
Některé pozemky bylo nutné získat směnou za jiné, cennější. Při jednom ze svých zasedání rada HMP schválila směnu 48 tisíc m² pozemků, při následujícím zasedání v dubnu 2007 schválila ještě směnu dvou pozemků o celkové délce asi 50 m navazujících na most přes Freyovu ulici, potřebných k napojení na dosavadní stezku. Společností TIVO, s. r. o. a TICO-Invest, s. r. o. za ně získaly pozemky v zaslepeném konci Klečákovy ulice, které slouží jako neveřejná přístupová cesta k areálům těchto firem. Protože tyto dvě firmy získaly směnou o téměř 250 tisíc korun hodnotnější pozemky, údajně se zavázaly městu rozdíl uhradit. 26. dubna 2007 mělo tuto směnu pozemků projednávat zastupitelstvo.
Náklady na výkup pozemků nejsou zahrnuty v rozpočtu stavby, dosahovaly řádově několika desítek milionů korun. Opoziční zastupitel Miroslav Poche vyjadřoval nesouhlas s tím, že město na vlastní náklady zhodnocováním oblasti zvyšuje cenu pozemků soukromých investorů, kteří v oblasti prodávají byty. Kritici vedení města vytýkali, že směna pozemků s developerskou firmou byla pro město nevýhodná, protože cena pozemků, kterých se tak město zbavilo, za dobu výstavby stoupla o dva miliony – Radiožurnál zjistil, že za pouhé dva roky se hodnota pozemků, kterých se město vzdalo ve prospěch developera, zvedla z 23 a půl na pětadvacet milionů korun, tento jeden a půl milionový rozdíl není započítává do nákladů na výstavbu. Opoziční zastupitel Petr Hulinský (ČSSD) upozornil na to, že projekt je od počátku značně netransparentní a že město nabídlo za pozemky, které chtělo získat, pozemky o více než čtyřikrát větší rozloze, přičemž šlo o stavební pozemky využitelné pro výstavbu rodinných domů, které mají i vyšší cenu. Rovněž bylo Petrem Hulinským odhaleno, že dotyčná developerská firma sídlí v daňovém ráji na Britských Panenských ostrovech na podezřelé adrese spolu s dalšími 423 českými podnikatelskými subjekty, což by mohlo nasvědčovat nekalým vztahům této firmy s vedením města. Náměstek primátora Pavel Klega (ODS) namítl, že město nemělo jinou možnost než uskutečnit směnu s tímto developerem a přistoupit na jeho podmínku.

## Výstavba
V dubnu 2007 byl projekt stezky již připraven, stavba měla být co nejdříve (v červnu) zahájena a s uvedením do provozu se počítalo na polovinu roku 2008. V dubnu 2008 se počítalo s dokončením v roce 2009.
Ve čtvrtek 16. října 2008 byla slavnostním položením základního kamene zahájena stavba, dokončení bylo plánováno na listopad 2009. Výstavba stezky proběhla v roce 2009 bez většího zájmu veřejnosti. Zkolaudována byla stavba na jaře 2010. V květnu 2010 byla stezka oficiálně otevřena.

## Náklady na výstavbu
Původní projekt počítal například v dubnu 2008 s celkovými náklady 86 milionu Kč (a to včetně sanace vlečky), z čehož Praha měla hradit z vlastních zdrojů necelou pětinu. Později se objevilo vyčíslení nákladů na 87,5 milionu, z nichž by Praha hradila přibližně třetinu. V dubnu 2007 byly náklady odhadovány na 79 milionů korun.
V říjnu 2008 byla uváděna cena 98 milionů korun, Do září 2009 se zvedla na 113 milionů korun. V září 2009 média upozornila na to, že jeden kilometr vyjde na 30 milionů, ačkoliv běžné náklady údajně jsou dva miliony.
1. února 2010 vystoupil v Radiožurnálu Českého rozhlasu Jaroslav Martínek z Centra dopravního výzkumu a pozastavil se nad tím, že cena stoupla z 86 milionů na 150 milionů Kč, takže výstavba jednoho kilometru této stezky stála 50 milionů korun, tedy stejně, jako výstavba stejně dlouhého úseku silnice I. třídy. Průměrná cena stezek v Česku přitom činí podle jím zmíněného průzkumu 6,81 milionu Kč/km. Martínek vyjádřil domněnku, že tato stezka je asi podle ceny za kilometr nejdražší v Evropě. (V Německu jsou podle Reflexu náklady na 1 km 4,1 milionu Kč.) Tento rozhovor vyvolal velkou pozornost ostatních médií, která tuto kritiku přebírala a citovala. Předseda pražské ČSSD Petr Hulinský vysočanskou stezku označil za "zlatou".
Následujícího dne, 2. února 2010, magistrát v reakci na kritický rozhovor uspořádal tiskovou konferenci a publikoval hrubý rozpočet, podle něhož celkové náklady (včetně DPH) byly 140,1 milionu Kč, z toho 9,4 milionu na vlastní stezku, 71,6 milionu na 4 nové mosty, 8,2 milionu na rekonstrukce dvou železničních mostů, 42,7 milionu na terénní úpravy a odvodnění a 8,2 milionu na doplňky jako zábradlí, schodiště, zeleň a podobně. Ředitel magistrátního odboru městského investora Jiří Toman na tiskové konferenci 2. února 2010 zdůvodnil zvýšení ceny z 86 na 140 milionů Kč tím, že od naplánování stezky do vyhlášení výběrového řízení se cena nejnižší nabídky v soutěži zvedla o více než 20 milionů Kč.
Více než 90 % nákladů připadlo na dva obnovené a čtyři nové mosty spolu s terénními úpravami a odvodněním na jižním konci stezky u sjezdu u Hořejšího rybníka. Samotná komunikace  byla naopak díky využití náspu údajně nejlevnější v Praze, 3 miliony korun na kilometr jsou srovnatelné s jednoduchou stezkou s nezpevněným mlatovým povrchem, průměrná cena stezky v ČR se pohybuje pod 7 milionů Kč/km. Jen rozpočet na lávku v Ocelářské ulici byl uváděn ve výši 40 milionů Kč.
Článek iDnes ze 3. února 2010 sice již hovoří jen o téměř 44 milionech za kilometr, ale opět zopakoval (dokonce bez slova „asi“) Martínkovo tvrzení, že jde o nejdražší podobnou stavbu v Evropě. Zároveň iDnes napsal, že se cenou bude zabývat kontrolní výbor pražského zastupitelstva.
Neobjevila se významnější konkrétní obvinění, že by cena stezky neodpovídala její kvalitě, byla však vznášena otázka, zda si tak luxusní a drahé stezky může město dovolit. Tato jediná stezka stála přibližně trojnásobek běžného ročního rozpočtu města na cyklistickou infrastrukturu. Diskutabilní je například potřebnost drahé lávky přes nepříliš frekventovanou Ocelářskou ulici.
Zvolené řešení obhajoval zejména předseda cyklistické komise Rady HMP Pavel Polák a radní Petr Štěpánek. Podle Poláka vysoké náklady umožnily vysoce bezpečné a výjimečné řešení, kterým se může Praha i pochlubit v klubu cyklisticky vyspělejších evropských měst, kam chce patřit, přičemž v tomto případě byla volba buď mít drahou a bezpečnou stezku, anebo žádnou. Většina levných a stavebně méně náročných řešení, kde stačilo jen upravit terén a vyasfaltovat a vyznačit stezku, už byla v minulých letech využita a vznikl soubor 135 km často nenavazujících, obvykle rovinných úseků stezek. Nyní je podle Poláka na řadě síť propojit a dotvořit finančně náročnějšími stavbami pro bezpečnou cyklistiku a je nutné využít k tomu nepříliš četné příležitostí, které se naskytují, tedy opouštěných dopravních staveb a nově budovaných dopravních staveb celoměstského významu. Další projekty budou vyžadovat stavbu složitých přemostění nebo finančně náročné výkupy pozemků. Stezka Rokytka je podle Poláka první z finančně náročnějších stezek.
V dubnu 2008 se psalo o tom, že Evropská unie bude hradit 80 % nákladů, brzy poté už se psalo jen o dvou třetinách. V září 2009 se ukázalo, že z fondů EU nelze na takzvané nezpůsobilé náklady (například na výsadbu stromů podél stezky) čerpat tolik peněz, s kolika se původně počítalo. Podle hrubého rozpočtu zveřejněného v únoru 2010 hlavní město Praha investovalo 58 milionů, fond Evropské unie 82 milionů. V listopadu 2010 byly uváděny V. Fillerem náklady města 46 milionů a strukturálních fondů EU (Operační program Praha-Konkurenceschopnost) 94 milionů Kč. a Pavlem Polákem stejná čísla jako v únoru 2010.

## Napojení na ostatní komunikace
Severní, delší část stezky je součástí pražské radiální páteřní cyklotrasy A 26. Ta z ní v Hloubětíně na Poděbradskou ulici odbočuje po strmých schodech, na kterých dokonce zpočátku nebyly ani ližiny pro vedení kol. Jižní část stezky je součástí tangenciální páteřní trasy A 43. Ve Vysočanech stezka navazuje na již vybudovaný úsek trasy A 26 (dle starého značení KO-FR jako Kolčavka–Freyova), který ji propojuje s trasami od Libně a Troje. V oblasti Hořejšího rybníka na hranici Hloubětína a Hrdlořez stezka navazuje na další trasy, zejména na páteřní celostátní trasu č. 1, kterou rovněž čeká na území Prahy přečíslování. Po stávajících komunikacích a panelových cestách pokračuje na Kyje a Dolní Počernice.
Neúspěch při výkupu potřebných pozemků způsobil, že nová, nákladně postavená stezka nemá odpovídající napojení na navazující komunikace. Vratislav Filler to popsal slovy, že stavba, která mohla být výstavní síní pražské cyklistiky, je v okamžiku dokončení jen osekaným torzem, které má sice trup, ale chybějí mu mnohé končetiny.
Kvůli neochotě majitelů prodat nezbytné pozemky nebylo možné vybudovat sjezd u křížení s Poděbradskou ulicí. Stezka je tak z ulice přístupná pouze po schodišti, kterému dokonce zpočátku chyběly i lišty pro vedení kol. Cyklisté si však vyjezdili asi o 300 metrů dále pěšinku k parkovišti u ulice Nademlejnské
 a v této stopě byl dodatečně vybudován nový spojovací chodníček k místní restauraci. U mostu nad ulicí U Elektry není stezka napojena vůbec.

## Využití
V prvních záměrech se psalo, že má být stezka určena pro pěší i cyklisty. Nakonec však byla před zprovozněním osazena dopravními značkami C8 (stezka pro cyklisty), které sice podle zákona připouštějí i provoz in-line bruslařů a osob na podobném sportovním vybavení, avšak ostatním chodcům zákon používání takto označené stezky zakazuje. Podle internetového publicisty Vratislava Fillera bylo toto označení podmínkou čerpání dotace z EU.
Prakticky se však na stezce za pěkného počasí pohybuje navzdory značení denně asi tisícovka cyklistů, chodců i inline bruslařů, přičemž každá z těchto skupin tvoří v pracovní den asi třetinu intenzity, v červnovou sobotu byli zastoupeni cyklisté 47 %, inlinisté 35 % a chodci 17 %. Vzhledem k tomu, že stezka prochází současnou a budoucí rezidenční zástavbou, je představa, že se na ní nebudou vyskytovat chodci, rodiče s kočárky a inlinisté, zcela nereálná.
Zástupci Komise Rady hl. m. Prahy pro cyklistickou dopravu údajně již od projektové přípravy usilují o to, aby stezka byla přístupná i chodcům. Pavel Polák, předseda této rady, v březnu 2010 tvrdil, že značku pouze pro cyklisty dali na stezku ve zkušebním provozu, v létě měl být provoz vyhodnocen a podle Polákova očekávání měla být poté zřejmě stezka zpřístupněna i chodcům.